# Silvia Ferrara
Pour les articles homonymes, voir Ferrara.
Silvia Ferrara, née à Milan le 12 mai 1976, est une philologue classique italienne, professeur de philologie mycénienne et de civilisations égéennes à l'université de Bologne.
Elle dirige le projet ERC INSCRIBE (Invention of Scripts and Their Beginnings) du Conseil européen de la recherche. Auparavant, elle était professeur agrégée et chercheuse à l'Université de Rome « La Sapienza ».

## Biographie

### Etudes
Elle est diplômée en archéologie classique de l'University College de Londres (1999) et a poursuivi ses études de troisième cycle à Oxford (MPhil Literae Humaniores, Somerville College) et à l'University College de Londres (PhD en classiques, 2005).

### Recherche
Spécialiste des écritures égéennes non déchiffrées du IIe millénaire avant J.-C., elle a publié des articles et des livres sur les hiéroglyphes crétois, le linéaire A et le syllabaire chypro-minoen. Elle a également publié des articles sur l'invention de l'écriture en général, analysés d'un point de vue multidisciplinaire. Son groupe de recherche, basé au Département de philologie classique et italienne de l'Université de Bologne, analyse l'invention de l'écriture à l'échelle mondiale, à travers une méthodologie qui inclut la perception visuelle, la linguistique, l'anthropologie, l'archéologie, les humanités numériques et l'apprentissage automatique.

### Nominations académiques
Elle est membre de diverses commissions ministérielles nationales, dont le Comité National des Garants de la Recherche (CNGR) (2019- ) et du Comité de Sélection du Programme pour Jeunes Chercheurs ("Rientro dei cervelli") nommé d'après Rita Levi Montalcini (2019-2020), est chercheur résident de l'Institut d'études avancées de l'Université de Bologne et chercheur principal de l'École d'études avancées de la Sapienza, Université de Rome. Elle a été Early Career Fellow à la British School d'Athènes (2012-2013), Visiting Fellow à l'Institute of Classical Studies de l'Université de Londres (2015) et Visiting Fellow au All Souls College d'Oxford (2016-2017).

## Publications

### Monographie
- La Grande Invenzione (S. Ferrara). 2019, Feltrinelli Editore. (Traductions: The Greatest Invention, Farrar, Straus and Giroux, 2022;  La Fabuleuse Histoire de l’invention de l’écriture, Seuil, 2021, 316 p.)
- Il salto,segni,figure, parole : viaggio all' origine dell'immanginazione, 2021, Feltrinelli Editore, (traduction : Avant l'écriture, Signes, figures, paroles, Voyage aux sources de l'imagination, Seuil 2023,300 p.)

### Coordination
- Paths into Script Formation in the Ancient Mediterranean (S. Ferrara, M. Valério, eds.). Studi Micenei ed Egeo Anatolici New Series Supplement 1, 2017.
- Non-Scribal Communication Media in the Bronze Age Aegean and Surrounding Areas (AM Jasink, J. Weingarten, S. Ferrara, eds), Periploi 9, Florence University Press, 2017.
- Cypro-Minoan Inscriptions: Corpus, 2013, Oxford University Press.
- Cypro-Minoan Inscriptions: Analysis, 2012, Oxford University Press.